# Temelucha crassa
Temelucha crassa là một loài tò vò trong họ Ichneumonidae.